# リンパ球浸潤
リンパ球浸潤（リンパきゅうしんじゅん、英:lymphocyte infiltration）とは散在性リンパ組織のうち特に小規模なもの。リンパ球が集合したものであり、感染症に起因する炎症の場に出現し、リンパ球や抗体産生細胞を増殖させる。散在性リンパ組織とリンパ小節とを総称してリンパ組織と呼ぶ。